# Таскола (Іллінойс)
Таскола (англ. Tuscola) — місто (англ. city) в США, в окрузі Дуглас штату Іллінойс. Населення — 4636 осіб (2020).

## Географія
Таскола розташована за координатами 39°47′54″ пн. ш. 88°16′30″ зх. д. / 39.79833° пн. ш. 88.27500° зх. д. (39.798219, -88.274866).  За даними Бюро перепису населення США в 2010 році місто мало площу 7,12 км², з яких 7,10 км² — суходіл та 0,02 км² — водойми.

## Демографія
Згідно з переписом 2010 року, у місті мешкало 4480 осіб у 1935 домогосподарствах у складі 1213 родин. Густота населення становила 629 осіб/км².  Було 2117 помешкань (297/км²).
Расовий склад населення:
| - 96,7 % — білих - 0,6 % — азіатів - 0,4 % — чорних або афроамериканців - 0,1 % — корінних американців |

До двох чи більше рас належало 1,5 %. Частка іспаномовних становила 2,3 % від усіх жителів.
За віковим діапазоном населення розподілялося таким чином: 23,1 % — особи молодші 18 років, 60,3 % — особи у віці 18—64 років, 16,6 % — особи у віці 65 років та старші. Медіана віку мешканця становила 40,0 року. На 100 осіб жіночої статі у місті припадало 89,6 чоловіків;  на 100 жінок у віці від 18 років та старших — 86,3 чоловіків також старших 18 років.
Середній дохід на одне домашнє господарство  становив 71 431 долар США (медіана — 49 734), а середній дохід на одну сім'ю — 95 209 доларів (медіана — 71 830). Медіана доходів становила 43 438 доларів для чоловіків та 34 663 долари для жінок. За межею бідності перебувало 9,4 % осіб, у тому числі 8,6 % дітей у віці до 18 років та 10,2 % осіб у віці 65 років та старших.
Цивільне працевлаштоване населення становило 2137 осіб. Основні галузі зайнятості: освіта, охорона здоров'я та соціальна допомога — 21,3 %, виробництво — 17,5 %, роздрібна торгівля — 15,0 %.